# メニィ・サイズ・トゥ・ザ・ナイト
『メニィ・サイズ・トゥ・ザ・ナイト』（There Are Many Sides to the Night）は、イギリスのギタリスト、スティーヴ・ハケットが1994年に録音、1995年に発表したライブ・アルバム。

## 解説
ハケットは1994年にベネズエラやヨーロッパでアコースティック・ライブを行い、本作には12月1日のパレルモ公演の模様が収録された。ハケットは本作の大部分の曲でクラシック・ギターを弾いているが、「ア・ブルー・パート・オブ・タウン」ではハーモニカを演奏した。
ハケットのオリジナル曲「オー、ハウ・アイ・ラヴ・ユー」は、元々はGTRの活動末期に制作されていたソロ・アルバム用にスタジオ録音されていたが、結果的には本作が初出となり、スタジオ・ヴァージョンは2000年発売のアウトテイク集『フィードバック86』に収録された。アントニオ・ヴィヴァルディの曲「コンチェルト・イン・D」は、ハケットのアルバムでは初出だが、ハケットは1992年に行われたロンドン・チェンバー・オーケストラのクイーン・エリザベス・ホール公演において、この曲でゲスト・ソロイストを務めた。
Rob Caldwellはオールミュージックにおいて5点満点中4点を付け「彼が発表した作品のうち『ベイ・オブ・キングス』、『モーメンタム』、『ア・ミッドサマー・ナイツ・ドリームス』を好む人は、このアルバムも探し求めることだろう。ハケットは完成されたクラシック・ギタリストであり、彼はプログレッシブ・ロック・バンドのジェネシスに在籍していた頃から、こうした型の作品を生み出してきた」と評している。

## 収録曲
特記なき楽曲はスティーヴ・ハケット作。
1. ホライズンズ - "Horizons" - 2:32
2. ブラック・ライト - "Black Light" - 1:16
3. スカイ・ボート・ソング - "Skye Boat Song" - 2:03
4. タイム・ラプス・アット・ミルトン・キーンズ - "Time Lapse at Milton Keynes" - 4:20
5. ベヤ・フロール - "Beja Flor" - 2:47
6. キム - "Kim" - 3:07
7. セカンド・チャンス - "Second Chance" - 4:29
8. オー、ハウ・アイ・ラヴ・ユー - "O, How I Love You" - 6:19
9. ザ・ジャーニー - "The Journey" - 4:39
10. バッカス - "Bacchus" - 4:25
11. ウォーキング・アウェイ・フロム・レインボー - "Walking Away from Rainbows" - 4:08
12. キャヴァルキャンティ - "Cavalcanti" - 2:44
13. アンダンテ・イン・C - "Andante in C" (Guiliani / arranged by Steve Hackett) - 2:09
14. コンチェルト・イン・D - "Concerto in D (Largo)" (Vivaldi / arranged by Steve Hackett) - 5:24
15. ア・ブルー・パート・オブ・タウン - "A Blue Part of Town" (Steve Hackett, Julian Colbeck) - 3:50
16. エース・オブ・ワンズ - "Ace of Wands" - 6:58
17. シネマ・パラディソ - "Cinema Paradiso" (Ennio Morricone) - 5:09
18. エンド・オブ・デイ - "End of Day" - 3:43

## 参加ミュージシャン
- スティーヴ・ハケット - クラシック・ギター、ハーモニカ
- ジュリアン・コルベック - キーボード